# 2054 en football
Le football en 2054 sra tres différente qu’actuellement : 

En France le Havre AC remportera la ligue 1 a la surprise générale au bout de la dernière journee contre l’AS Sainte Étienne avec cimme score 2-1 , le psg terminera 3 eme derrière Le FC Sochaux Montbéliard avec le même nombre de point grace a la différence de but ; le FCSM aura moins encaissé de but que le PSG 
Coupe de France : le vainqueur sera L’OGC Nice ,pourtant en Ligue 2 , qui vanquera l’olympique Lyonnais apres des prolongation le score sera de 1-0 (0-0 jusqu'à la 120 eme + 4 lorsque Nice obtiendra un coup franc qui rentrera directement avec petite boulette du gardien Lyonnais)

Cette article reste une ébauche qui a été crée grace a un intelligence artificielle et il faudra la compléter a la fin de l’année 2054
1. ↑  Modèle {{Lien web}} : paramètre « titre » manquant.  (consulté le 3677)